# Acacia hadrophylla
Acacia hadrophylla — вид квіткових рослин з родини бобових. Ареал: Австралія (Західна Австралія).

## Середовище
Зустрічається на суглинках, суглинних глинистих або піщаних ґрунтах у відкритих чагарниках і евкаліптових чагарниках. Деякі гербарні зразки також були зібрані з невеликих ділянок місцевої рослинності вздовж доріг.

## Біоморфологічна характеристика
Це кущ заввишки 0,2–0,7 метра, який цвіте з червня по вересень, а плоди дозрівають у грудні. Має волохаті гілочки. Товсті, жорсткі, вічнозелені філодії мають видовжено-еліптичну форму і злегка зігнуті й мають довжину від 0,7 до 2,5 см і від 2,5 до 5,5 мм ушир і мають від чотирьох до семи помітних віддалених жовтуватих жилок. Цвіте з червня по вересень і дає жовті квітки. Прості суцвіття розташовані парами в пазухах і мають кулясті квіткові голови в діаметрі від 3 до 3,5 мм і містять від 14 до 25 квіток золотистого кольору. Після цвітіння утворюються стручки лінійної форми в довжину від 1,2 до 2,2 см, ушир 2 мм, які містять коричнево-чорне довгасто-еліптичне насіння у довжину від 2,5 до 3 мм.